# Xã Washington, Quận Chickasaw, Iowa
Xã Washington (tiếng Anh: Washington Township) là một xã thuộc quận Chickasaw, tiểu bang Iowa, Hoa Kỳ. Năm 2010, dân số của xã này là 869 người.